# Lilia Lardone
Lilia María Lardone egresó de la Universidad Nacional de Córdoba como Licenciada en Letras Modernas. Ha ejercido la docencia, especializándose en el campo de la Literatura para chicos. Durante años se desempeñó en el área cultural de la Municipalidad de Córdoba, donde organizó varias ediciones de la Feria del Libro de Córdoba y otros eventos.  Integró el Consejo Asesor de la Revista Piedra Libre del CEDILIJ, entre 1992/1995. Fue jurado en numerosos concursos de literatura para niños y adultos, a nivel nacional e internacional. Desde 1988, coordina Talleres de escritura y corrección. Colaboró y colabora con numerosas revistas virtuales de Argentina y del exterior. Sus textos integran diversas antologías, y han sido traducidos al inglés y al alemán.
Escribe tanto para niños como para público adulto, y su obra abarca diversos géneros: cuento, novela, poesía, ensayo y antologías. 
En 1999 recibió el destacado Premio Latinoamericano de Literatura infantil y juvenil Grupo Norma/Fundalectura en Bogotá, Colombia (otorgado por un jurado compuesto por notables especialistas de América Latina: Ana María Machado -Brasil-, María Candelaria Posada y Silvia Castrillón -Colombia-, Susana Itzcovich -Argentina- y Verónica Uribe -Chile-) por la novela breve Caballero Negro, y el acta de premiación define un perfil que se mantendría en sus títulos posteriores: “La realidad cotidiana alterna con el juego de manera sutil y delicada. Es una obra con una atmósfera propia en la que el autor tiene la audacia de incorporar la tristeza, en un relato para niños, sin caer en el sentimentalismo. El autor crea con maestría un clima de intimidad que envuelve al lector y lo compromete con el mundo del protagonista”.
En el mundo de la literatura para adultos, las tramas de sus cuentos y novelas son “historias de liberación. De personajes que abren la puerta y salen a la luz. Les basta un acto simbólico para huir, para sacarse, al menos momentáneamente, el yugo de encima.”, como señala el escritor Luciano Lamberti en una nota periodística, y concluye: “La transgresión es, por lo tanto, la marca distintiva de sus personajes”.

## Obras[1]

### Libros para niños y jóvenes
- Nunca escupas para arriba, Coplas de Córdoba (1994)
- El Cabeza Colorada, Cuentos cordobeses (1997)
- Caballero Negro, Novela breve (1999)
- El nombre de José, Cuento para niños (2000)
- Papiros, Novela (2003)
- Los Picucos, Cuento para niños (2005)
- Los asesinos de la calle Lafinur, Cuento para niños (2006)
- La niña y la gata, Poemas para niños (2007)
- La fábrica de cristal, Novela para jóvenes (2007)
- Córdoba cuenta, Antología de literatura para niños (2010)
- El día de las cosas perdidas, Cuento para niños (2011)
- Benja y las puertas, Cuento para niños (2011)
- La Banda de los Coleccionistas, Novela para jóvenes (2013)
- El Olor del Cocodrilo, Cuento para niños (2013)
- La gran persecución, Novela para jóvenes (2015)
- Los asesinos de la calle Lafinur,  Cuento para niños (2018, reedición)
- El segundo cajón, Novela para jóvenes (2019)

### Libros para adultos
- Poesía & Infancia, Estudio crítico sobre la difusión de la poesía en la escuela (1997)
- Puertas Adentro, Novela (1998)
- Vidas de mentira, Cuentos (2003)
- La construcción del taller de escritura en la escuela, la biblioteca, el club..., en colaboración con María Teresa Andruetto (2003)
- Pequeña Ofelia, Poemas (2003)
- diario del río, Poemas (2003)
- Esa chica, Nouvelle (2006)
- La escritura en el taller, en colaboración con María Teresa Andruetto (2008)
- Es lo que hay, Antología de la narrativa joven en Córdoba (2009)
- El taller de escritura creativa, en colaboración con María Teresa Andruetto (2011)
- Vidas de mentira y otros relatos, Cuentos y relatos (2011)
- Ribak, Reedson, Rivera. Conversaciones con Andrés Rivera, en colaboración con María Teresa Andruetto (2011)
- 20.25. Quince mujeres hablan de Eva Perón, Entrevistas (2012)
- El corazón es una víscera, poemas (2019)

## Premios y reconocimientos
- 1996: Mención de Honor por la novela Puertas Adentro en el Concurso literario del Fondo Nacional de las Artes, Buenos Aires.
- 1998: Lista de honor de ALIJA (Asociación de Literatura infantil y juvenil de la Argentina), en el género Comunicación teórica, por Poesía & Infancia.
- 1999: Primer Premio Latinoamericano de Literatura Infantil y Juvenil Norma-Fundalectura 1999 por la novela breve Caballero Negro, en Bogotá, Colombia.[2]
- 2003: Papiros es seleccionado para The White Ravens por la Internationale Jugendbibliothek de Múnich (Biblioteca internacional para jóvenes de Múnich).[3]
- 2009: Premio Taborda de Letras. De los jóvenes a los notables, por la trayectoria a favor de la lectura y la escritura. Asociación para el Progreso de la Educación, Córdoba.